# La Nymphe de la source
La Nymphe de la source (ou Nymphe à la source) est une œuvre du peintre allemand du XVIe siècle Lucas Cranach l'Ancien. Réalisée vers 1530, elle représente la nymphe de la source de Castalie, fontaine où venaient s'abreuver poètes et philosophes antiques afin de trouver l'inspiration,. La toile est conservée au musée Thyssen-Bornemisza à Madrid.

## Description
Nue, mais avec un subtil voile transparent, la nymphe présente des similitudes avec la Vénus endormie de Giorgione. Au fond, le paysage reflète le style de nombre de peintures mythologiques et contribue à l'ambiance apaisée de l'œuvre.
Le tableau contient en haut à gauche un cartellino, dont le contenu dit : FONTIS NYMPHA SACRI SOMNVM / NE RVMPE QVIESCO. Le texte pourrait se traduire ainsi : Je suis la nymphe de la source sacrée. N'interromps pas mon sommeil.

## Historique
Le tableau a appartenu à Hans Thyssen-Bornemisza qui l'a légué à sa fille Margit, comtesse de Batthyány, mais en 1986, le baron Hans Heinrich Thyssen-Bornemisza l'a récupéré pour l'installer dans sa collection de tableaux de la Villa Favorita à Lugano.